# Roberto Carignani
Roberto Carignani (Napoli, 1894 – Napoli, 1975) è stato un pittore italiano.

## Biografia
Studiò all'Accademia di belle arti di Napoli, dove fu allievo di Michele Cammarano, di Edoardo Dalbono e di Vincenzo Volpe. Espose per la prima volta a Roma, poi a Napoli,, dove divenne un pittore apprezzato.
Esordì insieme a Luigi Crisconio e fu considerato fra i più promettenti artisti della sua generazione. La sua vena artistica fu incoraggiata da pittori napoletani, come Michele Cammarano, del quale alcuni critici lo consideravano un erede. Fu allievo di Edoardo Dalbono, di Giuseppe De Sanctis e di Vincenzo Volpe, artisti legati alla scuola di Domenico Morelli.

## Opere
Dipinse per committenti ecclesiastici, distinguendosi per lo stile bizzarro e teatrale. Lasciò opere nel Santuario della Madonna di Campiglione, di Caivano, nella Chiesa di Santa Maria dei Vergini e nella Chiesa dei Santi Teresa e Giuseppe ai Ponti Rossi di Napoli.